# دانشکده تئاتر هلسینکی

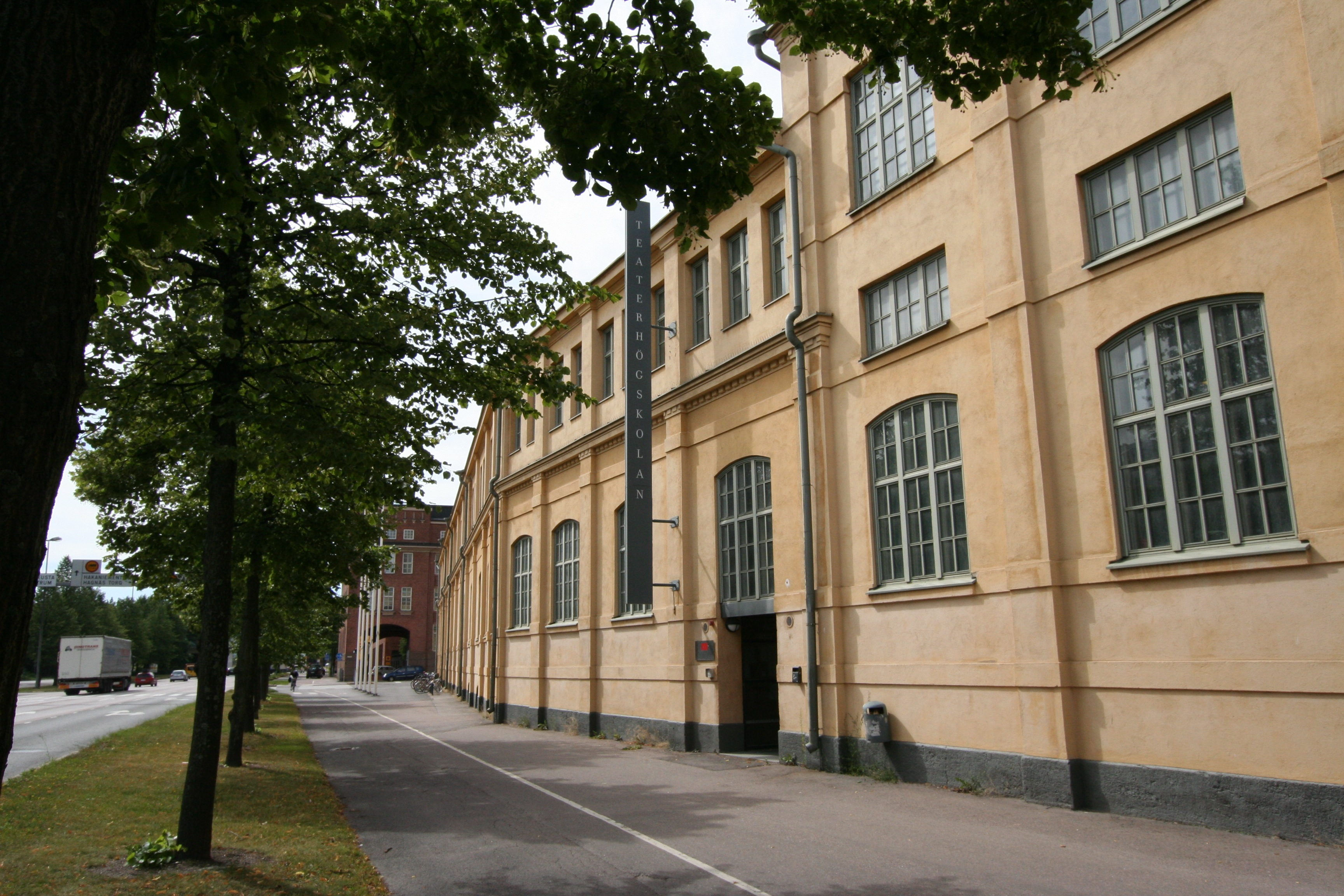
ساختمان دانشکده تئاتر

دانشکده تئاتر هلسینکی (فنلاندی: Teatterikorkeakoulu,سوئدی: Teaterhögskolan) یکی از سه دانشکده دانشگاه هنر هلسینکی است و آموزش تئاتر و رقص ارائه می‌دهد که از این لحاظ بزرگترین و تنها دانشکده در فنلاند در این زمینه است. در سپتامبر ۲۰۱۴، ۳۴۹ دانشجو در این دانشکده مشغول تحصیل بودند: ۳۱۵ نفر در دوره‌های کارشناسی و کارشناسی ارشد، و ۳۴ نفر در دوره کارشناسی یا دکترا تحصیل می‌کردند.
مدارک ارائه شده توسط آکادمی تئاتر عبارتند از لیسانس، کارشناسی ارشد و دکتری هنر (تئاتر/رقص) در رشته‌های بازیگری به زبان فنلاندی یا سوئدی، کارگردانی، دراماتورژی، رقص (رقصنده و طراح رقص)، طراحی نور و صدا و تئاتر. و آموزش رقص. علاوه بر این، آکادمی مسئولیت ادامه تحصیل در رشته‌های ارائه شده را بر عهده دارد. این دانشکده در هر سال تحصیلی حدود ۴۰ اثر را به نمایش می‌گذارد. اجراها برای عموم آزاد است.

## پیشینه
در دوره ۱۹۰۴–۱۹۴۰، بازیگران فنلاندی زبان توسط مدرسه تئاتر ملی فنلاند آموزش دیدند. آموزش بازیگری به زبان سوئدی خیلی زودتر از برنامه‌های فنلاندی زبان شروع شد. دانشکده تئاتر به شکل دو زبانه فعلی خود در سال ۱۹۷۹ ایجاد شد.
در آغاز سال ۲۰۱۳، دانشکده تئاتر هلسینکی، دانشکده هنرهای زیبای هلسینکی و آکادمی سیبلیوس در دانشگاه هنر هلسینکی ادغام شدند.